# Панкевич, Михаил Иванович
Михаил Иванович Панкевич (1757—1812) — русский математик, ординарный профессор и декан физико-математического факультета Московского университета.

## Биография
Родился в Малороссии, близ Нежина в 1757 году. Происходил из духовного звания.
По окончании Киевской духовной академии, поступил в 1780 году в Московский университет. Кроме этого, в 1782 году он стал заниматься математикой и физикой в учреждённой профессором Шварцом учительской семинарии при университетской гимназии.
С 1787 года стал преподавать в высшем арифметическом классе университетского благородного пансиона, а в 1790—1796 годах, кроме арифметики читал также в пансионе артиллерию и фортификацию.
После успешно выдержанного экзамена и представления 11 октября 1788 года диссертации («De praecipuis machinis hydraulicis, quibus elasticorum serventis aquae vaporum ponderisque atmosphaerae ope, aqua ad insignem a ltitudinem elevari potest» — «0б особенных гидравлических машинах, которыми с помощью действия упругих паров воды и давления атмосферы вода может быть поднята до чрезвычайной высоты и проч.») Панкевич получил степень магистра философии и свободных наук. В 1791 году, после смерти его учителя И. А. Роста, он был назначен экстраординарным профессором на кафедру прикладной математики, где читал математику, оптику, сферическую и теоретическую астрономию.
М. И. Панкевичу принадлежит важная заслуга первого введения в университетское преподавание анализа бесконечно малых. Кроме того он впервые прочитал курс лекций по астрономии на русском языке в 1791 году. С его именем связан и переломный момент в преподавании астрономии, когда к теоретическому изложению предмета присоединилась практическая работа с инструментами.
Один из слушателей Панкевича, П. С. Щепкин, отметил в своём дневнике:

в сем знаменитом человеке университет потерял твердую свою опору. Ему обязан я привязанностью своей к математическим наукам; наиболее же старался подражать умеренности жизни его.

Кроме диссертации Панкевича были изданы его две публичные речи, произнесённые на университетских актах: «Слово о подлинной цели математических наук и проч.» (М.: В Университетской Типографіи у В. Окорокова, 1792. — 60 с.) и «Слово об отличительных свойствах, источниках и средствах просвещения» (М., 1800). Он указывал, что исследование человеком «самого себя и подобных себе физически и нравственно» выступает важной задачей познания.
Звание ординарного профессора М. И. Панкевич получил в 1796 году; он трижды избирался деканом отделения физических и математических наук: в 1805—1808 и 1811—1812 годах.
Имеются сведения, что попечителем университета М. Н. Муравьёвым было предложено ему выполнить перевод на русский язык «Principia» Ньютона, однако эта работа не была исполнена.
М. И. Панкевич устроил солнечные часы для Донского монастыря и в Троице-Сергиевой лавре.
Умер скоропостижно 14 (26) августа 1812 года.